# Cirsium tanegashimense
Cirsium tanegashimense là một loài thực vật có hoa trong họ Cúc. Loài này được Kitam. ex Kadota mô tả khoa học đầu tiên năm 2004.